# Forūdgāh-e Kermān
Forūdgāh-e Kermān är en flygplats i Iran.   Den ligger i provinsen Kerman, i den centrala delen av landet, 800 km sydost om huvudstaden Teheran. Forūdgāh-e Kermān ligger 1 749 meter över havet.
Terrängen runt Forūdgāh-e Kermān är huvudsakligen platt, men västerut är den kuperad. Terrängen runt Forūdgāh-e Kermān sluttar österut. Runt Forūdgāh-e Kermān är det glesbefolkat, med 13 invånare per kvadratkilometer. Närmaste större samhälle är Kerman, 12,3 km öster om Forūdgāh-e Kermān. Runt Forūdgāh-e Kermān är det i huvudsak tätbebyggt.